# Лонг'їр
Ло́нг'їр (норв. Longyearbyen) — найбільший населений пункт і адміністративний центр норвезької провінції Свальбард.
Лонг'їр — найпівнічніше у світі поселення з населенням понад тисячу жителів. Поруч з містом розташований найпівнічніший у світі аеропорт з регулярними рейсами. У місті знаходиться Свальбардський міжнародний університет.
У місті під егідою ООН побудоване підземне Всесвітнє сховище насіння на випадок всесвітньої катастрофи.

## Історія
Місто було засноване в 1906 році американським інженером-підприємцем Джоном Манро Лонг'їром (1850—1922), який заснував тут вугільну копальню. У 1916 році місто було продано норвезькій компанії Store Norske.
З початком Другої світової війни і окупацією Норвегії в 1940 році, 2 вересня 1941 всі 765 жителів Лонг'їра були евакуйовані до Великої Британії. Саме місто і більшість із шахт були знищені 8 вересня 1943 року обстрілом з німецького лінкора Шарнхорст і двох есмінців, але після війни були швидко відбудовані заново.
З середини 1970-х рр. норвезький уряд узяв курс на нормалізацію життя в містечку й розвиток соціальної інфраструктури. Вуглевидобування у місті та околиці було майже занедбано до початку 1990-х, і на сьогоднішній день продукція єдиної діючої шахти в місті використовується в основному для потреб міської електростанції. У ті ж роки починається значний розвиток туризму і науково-дослідної роботи.
29 серпня 1996 року при підльоті до Лонг'їру розбився літак Ту-154М, який перевозив з Москви на Свальбард російських та українських шахтарів. Загинула 141 людина: 130 пасажирів і 11 членів екіпажу.

## Географія і клімат
Лонг'їр знаходиться на острові Шпіцберген, на березі Адвент-фіорда, на двох берегах річки, що пересихає зимою.
Клімат в Лонг'їрі — арктичний, більшу частину року температура нижче нульової позначки. Середньорічна температура повітря −6 °C, середня температура січня −14,6 °C, липня 6,5 °C. Найвища температура 21,3 °C була зареєстрована в липні 1979, найнижча −46,3 °C — в березні 1986. Середній річний рівень опадів становить всього 210 мм.
Полярна ніч триває біля чотирьох місяців, з кінця жовтня по середину лютого, полярний день — з середини квітня по середину серпня.

## Економіка
До початку 1990-х рр. практично все життя містечка було сконцентровано навколо видобутку вугілля, і досі в цій галузі зайнята значна частина населення Лонг'їру, хоча майже весь видобуток ведеться тепер в Свеагрува. Протягом майже всієї своєї історії видобуток вугілля у Лонг'їрі дуже рідко приносив прибуток, але постійне поселення на Свальбарді було важливим інструментом норвезької політики в цьому регіоні, й уряд усіляко його підтримував.
За останні два десятиріччя в Лонг'їрі відбулась значна диверсифікація економіки, активно розвивається туризм.

## Засоби масової інформації

### Газети
У Лонг'їрі виходить щотижнева місцева газета «Svalbardposten», яка видається з листопада 1948 року. У 2004 році газета мала 3271 підписника, що перевищує загальну чисельність населення Свальбарду.

## Цікаві факти
- У місті діє закон, який забороняє помирати на його території. Якщо хтось тяжко захворів або стався нещасний випадок з потенційно летальним результатом, пацієнта повинні негайно переправити повітрям або морем в іншу частину Норвегії, де він і помирає. Але навіть якщо смерть відбувається у місті, ховають небіжчика все одно на «Великій землі». Ці вимушені заходи викликані тим, що в умовах вічної мерзлоти тіла після поховання абсолютно не розкладаються і привертають до себе увагу таких хижаків, як білі ведмеді[1].
- Свальбард — країна ведмедів. Тому кожен студент в місцевому університеті в перший день занять вчиться виключно стріляти[1].